# Isis (Art Farmer/Enrico Pieranunzi)
Isis è un album del quartetto (e quintetto) condotto da Enrico Pieranunzi con Art Farmer, pubblicato dalla Soul Note Records nel dicembre del 1981.

## Tracce
Lato A
1. Isis – 5:04 (Enrico Pieranunzi)
2. Ah-Leu-Cha – 5:22 (Charlie Parker)
3. Love Walked In – 6:48 (George Gershwin)
4. Blue 'N' Boogie – 3:50 (Dizzy Gillespie)

Lato B
1. Soul Dance – 5:35 (Enrico Pieranunzi)
2. Nancy – 5:46 (Jimmy Van Heusen)
3. Au Privave – 4:16 (Charlie Parker)
4. Little Moon – 5:55 (Enrico Pieranunzi)

## Musicisti
- Enrico Pieranunzi - pianoforte
- Art Farmer - flicorno
- Massimo Urbani - sassofono alto (brani: Isis, Blue 'N' Boogie e Soul Dance)
- Furio Di Castri - contrabbasso
- Roberto Gatto - batteria

Note aggiuntive
- Enrico Pieranunzi - produttore
- Giovanni Bonandrini - produttore esecutivo
- Registrazioni effettuate il 9-11 febbraio 1980 presso Emmequattro Studios di Roma (Italia)
- Gianni Fornari - ingegnere delle registrazioni
- Lucio Maggio - fotografia copertina frontale album
- Massimo Perelli - fotografia retrocopertina album
- Pick Up Studios - design e grafica album[4]